# 닌하이현
닌하이현(베트남어: Huyện Ninh Hải / 縣寧海)은 베트남 남중부 지방 닌투언성의 현이다.

## 지리
닌투언 북동쪽 해안을 따라 위치해 있으며, 카인호아성의 깜라인에서 멀지 않다. 박아이현뿐만 아니라 성도  판랑탑참과 접해 있다.
그 지역의 대부분은 산악 지대인데, 특히 해안가의 동쪽 지역에 있다. 가장 높은 고도는 투언박현과의 경계에 있는 쭈아산이다. 누이쭈아 국립공원은 닌하이현에 있다.

## 행정 구역
닌하이현은 1시진, 8사를 관할하고 있다.

### 시진
- 카인하이 시진 (Thị trấn Khánh Hải, 慶海市鎭)

### 사
- 호하이 사 (Xã Hộ Hải, 戶海社)
- 년하이 사 (Xã Nhơn Hải, 仁海社)
- 프엉하이 사 (Xã Phương Hải, 方海社)
- 떤하이 사 (Xã Tân Hải, 新海社)
- 타인하이 사 (Xã Thanh Hải, 淸海社)
- 찌하이 사 (Xã Tri Hải, 知海社)
- 빈하이 사 (Xã Vĩnh Hải, 永海社)
- 쑤언하이 사 (Xã Xuân Hải, 春海社)

## 교통
702번 지방도는 현의 북동쪽에 있는 빈히를 판랑으로 연결한다. 국도 1A와 남북선 철도가 현의 서부를 관통하고 있다. 북쪽에 빈빈히에는 작은 항구가 있다.

## 볼거리
국립공원과 빈빈히 사이에는 아마노이로 알려진 아만 리조트의 5성급 프랜차이즈 호텔이 있다. 이곳은 베트남의 유일한 아만 리조트이다.
- 누이쭈아 국립공원
- 빈히만
- 닌쭈 해변